# Чистий внутрішній продукт
Чистий внутрішній продукт (ЧВП) — макроекономічний показник, визначається як різниця між ВВП та річними амортизаційними відрахуваннями ЧВП = ВВП - Ар.
ЧВП допомагає визначити річний обсяг виробництва товарів і послуг, який національна економіка зможе спожити, не скорочуючи виробничі можливості майбутніх періодів. ЧВП включає не всі валові внутрішні інвестиції, а тільки чисті інвестиції. Амортизація як частина валових внутрішніх інвестицій не входить до складу ЧВП. Вона показує запас капіталу, що вже використався в поточному році. 
Амортизація накопичується в спеціальних фондах і добробут суспільства не підвищує. ЧВП, вільний від амортизаційних відрахувань, показує, яку величину виробництво реально додало до добробуту суспільства. Йдеться, по суті, про величину доходу постачальників економічних ресурсів за надану їм землю, робочу силу, заповзятливість, за допомогою яких, власне, і створений чистий внутрішній продукт.